# NGC 17
NGC 17 je spirální galaxie vzdálená od Země zhruba 265 milionů světelných let v souhvězdí Velryby. NGC 17 je také někdy označována jako NGC 34, kterou objevil Lewis Swift 21. listopadu 1886. Jedná se však o stejný objekt. Je výsledkem nedávného sloučení dvou diskových galaxií, v jejím středu se vyskytují hvězdotvorné oblasti a stále v ní vznikají nové hvězdy.
Centrální oblasti galaxie mají spirální strukturu. V důsledku nedávného sloučení dvou galaxií nemá NGC 17 jasně definované spirální ramena ha Mléčná dráha a galaktická příčka je zdeformovaná. Sloučení galaxií zničilo obyvatelnou zónu galaxie, která mohla existovat přes sloučením. V Mléčné dráze je obyvatelná zóna definována jako prstenec s vnějším poloměrem asi 10 kiloparseků, vnitřní poloměr je blízko centra galaxie, a nemá jasně definované hranice.

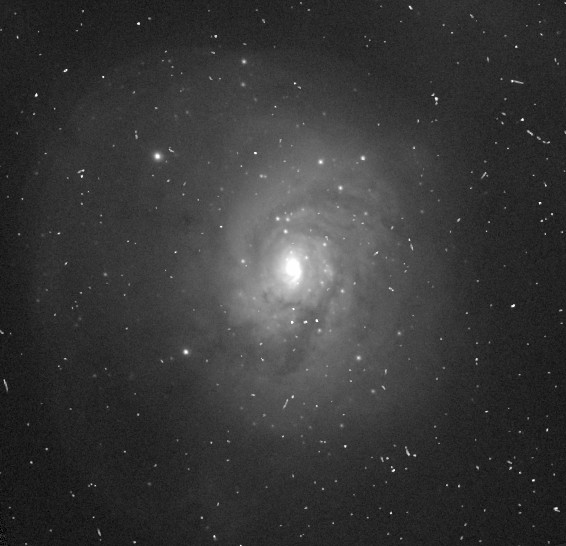
Centrální region NGC 17 vykazuje spirální strukturu

NGC 17 a NGC 34 byly katalogizovány Frankem Mullerem a Lewisem Swiftem, v tomto pořadí, v roce 1886. Rozdíl v polohování mezi pozorováním dvou mužů znamenal, že když John Dreyer vytvořil Nový generální katalog, uvedl obě galaxie jako samostatné objekty. V roce 1900 si Herbert Howe všiml rozporu; Dreyer zahrnul aktualizaci do druhého vydání katalogu NGC v roce 1910.